# Dasybasis schineri
Dasybasis schineri är en tvåvingeart som först beskrevs av Krober 1931.  Dasybasis schineri ingår i släktet Dasybasis och familjen bromsar. Inga underarter finns listade i Catalogue of Life.